# Институт Садрона
Институт Садрона (фр. Institut Charles Sadron) - французский научно-исследовательский институт, подразделение Национального центра научных исследований, ориентированный, в первую очередь, на исследования в области физики и химии полимеров. Расположен в Страсбурге. Основан в 1954 году, назван именем первого директора Шарля Садрона.

## Направления исследований
В настоящее время основные направления деятельности института:
- химия и инженерия полимеров;
- полиэлектролиты;
- полимеры на границе сред;
- молекулярная и надмолекулярная самоорганизация;
- смести и нанокомпозиты;
- биоматериалы и комплексы, используемые в медицине.

## Состав
В настоящее время штат института включает около ста научных работников, из которых около половины имеют постоянные позиции, а остальные - аспиранты, постдоки и другие "неперманенты", а также из 40-50 инженеров, техников и административного персонала.
Институт состоит из 11 исследовательских групп, а также общих служб (таких как сервис определения характеристик полимеров, открытый для внешних заказов).

## Связь с другими институтами
Институт Садрона входит в состав Национального центра научных исследований Франции и ассоциирован с университетом Страсбурга.

## История
В 1947 году по инициативе Шарля Садрона в рамках Национального центра научных исследований (CNRS) был организован Центр изучения макромолекулярной физики (Centre d’Étude de Physique Macromoléculaire), включавший физиков, химиков и биологов, работавших в области науки о полимерах.
В 1954 году из него был выделен Центр исследования макромолекул (Centre de Recherche sur les Macromolécules), занявший новое здание на улице Буссенго в Страсбурге (в настоящее время институт переехал в кампус CNRS в Страсбурге). Утверждается, что это было первое подразделение CNRS, расположенное в провинции.
Впоследствии, с переходом Ш. Садрона в Орлеан, центр лишился биологических групп.
В 1985 году Центр слился с Школой приложений высокомолекулярных полимеров (École d’Application des Hauts Polymères) и принял современное название: Институт Шарля Садрона.

## Известные сотрудники
- Людвик Лейблер